# Saint-Just-le-Martel
Saint-Just-le-Martel är en kommun i departementet Haute-Vienne i regionen Nouvelle-Aquitaine i västra Frankrike. Kommunen ligger i kantonen Limoges-Panazol som tillhör arrondissementet Limoges. År 2022 hade Saint-Just-le-Martel 2 654 invånare.

## Befolkningsutveckling
Antalet invånare i kommunen Saint-Just-le-Martel
| Referens: INSEE |